# وريد مستقيمي علوي
يبدأ الوريد المساريقي السفلي في المستقيم كوريد مستقيمي علوي (أو يسمى وريد باسوري علوي) والذي ينشأ في الضفيرة الباسورية، وخلال هذه الضفيرة يتصل مع الوريد المستقيمي الأوسط والوريد المستقيمي السفلي.
يترك الوريد المستقيمي العلوي الحوض الصغير، ويقطع الأوعية الحرقفية الأصلية اليسرى مع الشريان المستقيمي العلوي، ويكمل الوريد مسيرته للأعلى كوريد مساريقي سفلي.